# زراعة عدسة داخل العين
عدسة العين هي العضو المسؤول عن تركيز الأشعة القادمة من الجسم للتركيز على نقطه على الشبكية وهي شفافه وإذا حدثت بها عتامه يطلق عليها لفظ المياه البيضاء أو الكتاركتا وتحتاج لعملية جراحية لإزالتها وزرع عدسه أخرى صناعية مكانها.

## تاريخ زراعة عدسة العين Secondary Intraocular Lens Implant
بدأ زراعة العدسات سير هارولد ريدلي سنة 1958 بعد اكتشافه لها مصادفة، عندما استُدعي لعلاج أحد الطيارين الذي أصيب في عينه منذ فترة في الحرب العالمية الأولى ودخل زجاج الطائرة واستقر في عدسة عينه لسنوات طويلة.. ففكر في أن هذا الزجاج مادة خاملة ولا تؤثر على العين، ومن هنا جاءت فكرة زرع العدسات داخل العين بدلاً من عملية إزالة المياه البيضاء أو عدسة العين بدون استبدالها بعدسات أخرى.
وكانت العمليات الجراحية تتم قبل زراعة العدسات بإزالة الطبيب للعدسة المعتمة بدون استبدالها بعدسة أخرى، فكان المريض الطبيعي الذي يرى جيداً في الصغر عندما يصاب بالمياه البيضاء سواء مع السن أو نتيجة الإصابات أو الأمراض العامة مثل السكر أو الغدة الدرقية أو الأمراض الموضعية التي تسبب المياه البيضاء مثل التهابات القزحية المزمنة، كان الطبيب يزيل عدسة العين المعتمة بدون استبدالها بعدسة أخرى، فكان المريض يرى متراً واحداً بدون نظارة ويحتاج للبس نظارة ثقيلة جداً لكي يرى جيداً.

## أنواع العدسات
بدأت زراعة العدسات باستخدام عدسات من الزجاج النقي، ولكن تبين أنها ثقيلة جداً وتؤدي إلى مضاعفات داخل العين، فاستبدلت بعدسة تصنع من مادة البلاستيك PMMA(بوليميثيل ميتا اكريلات) وما زالت منذ خمسة عقود أو أكثر تزرع العدسات المكونة من مادة البوليميثيل ميتا اكريلات وحتى الآن، ومع تطور العمليات الجراحية للمياه البيضاء تطورت العدسات التي تزرع داخل العين. 
في بداية هذه العمليات كانت عدسة العين التي تشبه (حبة الترمس) تزال كلها بغلافها الخارجي، فكانت العدسات تزرع أمام القزحية، ويطلق عليها لفظ «عدسات تزرع في الخزانة الأمامية»، ثم تطورت هذه العدسات، وفي بداية السبعينات من القرن الماضي كانت هذه العدسات تزرع وتُثبت في القزحية، ثم تطورت العمليات الجراحية وأصبح الجراح يُحدث شقاً في الغلاف الخارجي الأمامي من عدسة العين ويستخرج النواة كاملة وأطلق على هذه العمليات: «عملية المياه البيضاء خارج المحفظة»، وتحولت العدسات لتزرع داخل المحفظة، فبدأت تزرع داخل المحفظة في أواخر السبعينات وحتى يومنا هذا مع اختلاف العمليات الجراحية وتطورها. 
ثم بدأ الجراحون يحاولون تصغير الجرح الذي يمكن استخراج نواة العدسة منه عن طريق اختراع تفتيت المياه البيضاء بالموجات فوق الصوتية سنة 1967 بواسطة د/ شارلز كلمان في الولايات المتحدة، ومع تطور العمليات الجراحية واستخراج العدسة من فتحة صغيرة في القرنية لا يتعدى طولها ثلاثة ملليمترات، تطورت العدسات التي تزرع داخل العين وأصبحت عدسات لينة، وهي أكثر أنواع العدسات استخداماً حتى الآن، وتتكون من نوعين من المواد: إما السليكون، وهذه العدسات أثبتت كفاءتها ولكن لا يمكن زرعها في مرضى السكر. 
العدسات الحديثة..ثم ظهرت العدسات اللينة المصنوعة من مادة الأكريلك، وكل العدسات التي تزرع داخل العين مكونة من جزئين، وهما: الجزء البصري، وهو جزء مركزي يشبه نواة العدسة الأصلية قطره يتراوح (Optic جزء يسمى (بين 11 مللم، 12 مللم، والجزء الآخر من العدسة يسمى المثبت (haptic) وهذا المثبت يشبه خطاف السنارة ومصنوع من نفس مادة الجزء البصري، ويطلق على هذه العدسات: العدسات ذات القطعة الواحدة، ويُصنع الجزء المثبت من مادة البرولين، وهي مادة خاملة وقابلة للثني، ويكون الجزء المثبت كالخطاف في العدسة ويطلق على هذه العدسة (العدسة ذات الثلاث أجزاء)
وأحدث أنواع العدسات هي العدسة ذات القطعة الواحدة المصنوعة من مادة الاكريلك، وتزرع أحدث العدسات من خلال جرح طوله 2,4 مللم أو 2,2 مللم، وأخذ حجم الجرح في الانخفاض حتى اثنين ملليمتر فقط ويعتبر الجرح الذي يكون مقداره 2,6 مللم جرح متعادل، بمعنى أن هذا الجرح وأي جرح أصغر منه لا يؤثر في تكور القرنية، ولا يؤدي إلى أي تغير في تكور القرنية، أو ما يطلق عليه بانحراف القرنية (الاستيجماتيزم) وتزرع بواسطة محقن (Injector) يحقن العدسة اللينة المثنية على نصفين داخل العين، لكي تنبسط العدسة داخل المحفظة وتأخذ الشكل النهائي.
وتطورت العدسات الحديثة ليس فقط في مكونات مادتها، ولكن في نوع هذه المادة من ناحية أنها تمتص الماء ((Hydrophilic أو تطرد الماء (Hydrophobic) وتتميز العدسة الهيدروفيليك المحبة للماء بقدرتها على المحافظة على الكبسولة الخلفية للعدسة الأصلية شفافة لفترة أطول من العدسات الكارهة للماء الهيدروفوبيك.
وكذلك تطور شكل وتصميم العدسة في عدة نواحي:-
أولاً تم إنتاج العدسة ذات الحافة المربعة Square edge والتي أثبتت أنها تمنع هجرة الخلايا التي تحدث على الكبسولة الخلفية لعدسة العين إلى خلف الجزء البصري من العدسة المزروعة، فقللت نسبة حدوث العتامات في الكبسولة الخلفية للعدسة، والتي تحتاج للتدخل بعمل ليزر قاطع يطلق عليه اسم «ياج ليزر» تفتح الكبسولة الخلفية المعتمة والتي كانت تحدث بنسبة 20-25٪ بعد العمليات بمرور سنة أو سنتين.
العدسة ذات الطرف المربع قللت حدوث هذه العتامات وكذلك حدوث تطور في مادة العدسة وأضيف عليها لون أصفر فاتح وأطلق عليها عدسات شبه طبيعية Natural IOL)) والتي قللت من الإبهار الذي يحدث للمريض بعد زراعة العدسة، وكذلك ساعدت على فلترة الضوء الذي يدخل إلى العين، وأيضاً حدث تطور في تشكيل السطح الخارجي للعدسة، فكانت العدسات الأولى متساوية التحدب من الناحيتين (Biconvex) ثم تطورت إلى عدسات محدبة من سطح واحد فقط والسطح الآخر مستوي وأطلق عليها عدسات بلانوكونفكس (Planoconvex) ثم تطورت العدسات وأصبحت بدلاً من أن تكون كنصف الكرة متساوية أنصاف الأقطار (Spheric) أصبحت (Aspheric) مقطعة السطح وليس كنصف القطر، وهذا التطور أعطى للعدسات تميز شديد إذ أصبحت العدسة الأسفيرك تعطي نوعية إبصار أكثر حدة وأكثر صفاءً مثل نظر الشباب تحت سن الثلاثين، ولاقت هذه العدسات إقبالاً شديداً وانتشاراً واسعاً منذ ظهورها سنة 2005 .

## العدسات المتعددة البؤرة
كل العدسات السابقة أحادية البؤرة، بمعنى أنها كالعدسة المحدبة الزجاجية التي تجمع الضوء في نقطة واحدة، فالمريض في أحسن الأحوال بالعدسات السابقة يرى عند مسافة واحدة أوضح صورة، وعادة ما تكون هذه المسافة هي المسافات البعيدة.
قد يستطيع المريض أن يشاهد التليفزيون ويرى اللافتات البعيدة ويقود السيارة بدون نظارة أو بنظارة خفيفة جداً تعادل بعضاً من الاستيجماتيزم المتبقي، ولكن لابد من لبس نظارة للقراءة والكتابة والأعمال القريبة.
ويعتبر أحدث تطور في زراعة العدسات داخل العين، هي العدسات متعددة البؤرة، والتي بها يستطيع الشخص أن يرى بعيداً وقريباً في نفس الوقت، أي يشاهد التليفزيون ويقرأ في نفس الوقت، وتنقسم هذه العدسات إلى نوعين:-
النوع الأول يعتمد على عضلات العين الداخلية في الانقباض والانبساط، وهذا النوع يحتاج لمعرفة قوة عضلات العين الداخلية التي ستنقبض لرؤية الأشياء القريبة كالقراءة والكتابة، وتنبسط لرؤية الأجسام البعيدة كمشاهدة التليفزيون والقيادة، ولكن العدسات الأكثر شيوعاً هي العدسات التي تعتمد على شبه التأقلمPseudoaccommodation)) وتنقسم هذه العدسات إلى نوعين:- نوع يسمى العدسات متعددة البؤرة النوع الانكساري Refractive)) والآخر العدسات متعددة البؤرة النوع الموجي (Diffractive) والنوع الانكساري بسيط، فهو يتكون من أكثر من عدسة ذات أبعاد بؤرية مختلفة، وتتأقلم عين الإنسان على رؤية المسافات البعيدة من العدسة المركزية والقراءة من العدسة الطرفية في نفس تكوين العدسة الصناعية، فهي تتكون من مناطق انكسارية مختلفة: منطقة لرؤية البعيد ومنطقة لرؤية القراءة، ولهذا فالمريض يعاني من هذه العدسات في المنطقة التي تربط بين العدسة التي ترى بعيداً والجزء الذي يرى القريب، فيشتكى المريض من هالات حول الإضاءة وتختلف حدتها من شخص لآخر.
وأحدث أنواع العدسات هي العدسات المتعددة البؤرة، والتي تتكون من مادة الأكريلك وذات سطح غير متكور (Aspheric) وتتكون من مقاطع مدرجة كدرجات المسرح الرومانى والتي تساعد على تفرق الضوء في سياق موجي ويجمع البؤرة في نقطة على الشبكية لرؤية المسافات البعيدة أو أمامها (للقراءة) على مسافات قريبة، وتعالج هذه العدسة بتقنية عالية جداً لضمان نقائها وحدة هذه المقاطع المدرجة والتي يتراوح عرضها من 1٫3 ميكرون وتصل بمعدل 0٫2 ميكرون من كل درجة تغطى مسافة 3٫6 مللم من الجزء المركزي للعدسة، ويرى بها المريض للمسافات البعيدة جيداً، وتقل شكواه من الهالات، ويتأقلم عليه المريض سريعاً، وتم زراعة أكثر من مئتي ألف عدسة منها في خلال سنتين، وتزداد انتشاراً في العالم كله.
وأحدث أنواع العدسات المتعددة البؤرة المتموجة Diffractive واللاكروية Aspheric)) هي العدسات التي تعالج الإستيجماتيزم (Toric) ولكنها مازالت الأقل انتشاراً في هذا المجال.

## متى نلجأ إلى عملية زرع العدسات
تستخدم هذه التقنية لتحسين الرؤية عند بعض المرضى الذين أصيبوا بالكتاركت (المياه البيضاء) في الماضي، ويعتمدون الآن على العدسات اللاصقة أو النظارات الطبية.
كيف يتم التحضير للعملية؟
يتم أولا تحديد حجم العين لاختيار العدسة المناسبة لها.
من المفترض تواجد أحد الأقارب أو الأصدقاء لينقل المريض إلى المنزل بعد إجراء العملية، كما سيحتاج المريض إلى الراحة في المنزل لعدة أيام بعد العملية.
ولابد من اتباع تعليمات الطبيب بعدم التدخين قبل وبعد العملية، فجراحات المدخن تستغرق وقتا أطول للالتئام عن غيره. كذلك قد يتعرض المدخن لبعض مشاكل التنفس أثناء الجراحة. لذلك على المدخن التوقف عن التدخين قبل العملية الجراحية بأسبوعين على الأقل، وللحصول على أفضل النتائج يجب التوقف عن التدخين قبل الجراحة ب68 يوما، وكذلك سوف تلتئم الجراحة سريعا إذا امتنع المريض عن التدخين بعدها.
من المهم أيضا التوقف عن استخدام الأسبرين والأدوية التي تزيد سيولة الدم قبل العملية، ويتم ذلك باستشارة الطبيب المعالج، وفي حالة احتياج المريض إلى مسكن خفيف للألم في الأسبوع السابق للعملية، فينصح باستخدام الباراسيتامول فهو أفضل في هذه الحالة من الأسبرين والإيبوبروفين والنابروكسين لتفادي حدوث نزيف أثناء الجراحة.
لا ينبغي أيضا أكل أو شرب أي شيء في صباح اليوم المحدد لإجراء العملية، ويجب استشارة الطبيب المعالج قبل تعاطي أي أدوية قبل الجراحة.

## ماذا يحدث أثناء العملية؟
يقوم الطبيب بإعطاء المريض مهدئ ليساعد على الارتخاء، وكذلك حقنة مخدر لتخدير العين بالكامل، وقد يستعمل في بعض الأحيان قطرة للعين أو چل مخدر بدلا من الحقن. وباستخدام ميكروسكوب خاص يقوم الجراح بعمل قطع صغير في قرنية العين أو الصلبة (الجزء الأبيض من العين) تحت جفن العين، يقوم بعدها بوضع العدسة الجديدة التي قد تحتاج إلى إخاطتها بخيط جراحي رفيع في الصلبة أو في القزحية (الجزء الملون من العين)، وقد يحتاج الطبيب لوضع ضمادة على العين لتغطيتها بعد إتمام الجراحة.

## ماذا يحدث بعد العملية؟
يتم وضع المريض في غرفة للإفاقة لمدة ساعة بعد العملية، حتى يصبح جاهزا للعودة إلى المنزل، ويجب أن يحصل على قسط من الراحة في ذلك اليوم بعد عودته إلى المنزل. يجب أيضا ألا يفرك المريض عينيه بيديه أو يسمح بوصول الماء أو أي شيء آخر إليهما. سوف يرى الطبيب مريضه في اليوم التالي للعملية، وينزع الضمادة عن عينيه، ويخبره بتعليمات استخدام قطرة العين. في الغالب يصف الطبيب قطرة للعين كمضاد حيوي أو مضاد للالتهابات. وقد يصف الطبيب أيضا مسكنا للألم غيرالأسبرين مثل الباراسيتامول، ولو لم يستطع الباراسيتامول القضاء على الألم فيجب استشارة الطبيب. كما لا يجب على المريض القيام بقيادة السيارة، إلا إذا سمح له الطبيب بذلك.
على المريض تجنب أي عمل مجهد حتى تشفى جراحه، كالأعمال التالية:
- الأنشطة الرياضية الشاقة والأعمال المجهدة.
- حمل أوزان تتعدى أكثرمن 11كجم.
- الكحة والعطس.
- القيء والإمساك.
- ثني الجسم وجعل الرأس لأسفل.
- السماح بوصول أي أتربة أو ماء أو صابون أو كيماويات إلى العين.
- السباحة في الماء، أو الاستحمام بالماء الساخن.

قد تستغرق العملية عدة أسابيع حتى تعود عملية الإبصار بشكل طبيعي.

## ما مخاطر هذه العملية؟
نادرا ما يحدث نزيف حاد أو عدوى بعد الجراحة، مما قد يؤدي إلى فقدان تام للإبصار، أيضا من المخاطر المحتمل حدوثها بعض الالتهابات وارتفاع مؤقت لضغط العين. قد يحدث أحيانا تحرك للعدسة التي تم زرعها من مكانها، وكذلك قد يحدث انفصال الشبكية في بعض الحالات.

## ما هي فوائد هذه العملية؟
هناك العديد من المزايا لزراعة العدسات داخل العين، فهذا النوع من العدسات ثابت ولا تضطر إلى نزعها وتركيبها باستمرار مثل العدسات اللاصقة. علاوة على ذلك فلا يؤدي زرع العدسات إلى اختلال الرؤية الذي تسببه نظارة الكتاركت، وفي الحقيقة فإن زرع العدسات يحسن الرؤية حتى بدون النظارات الطبية، لكن معظم المرضى يحتاجون إلى نظارات للقراءة بعد زرع العدسات.